# Сфингомиелин

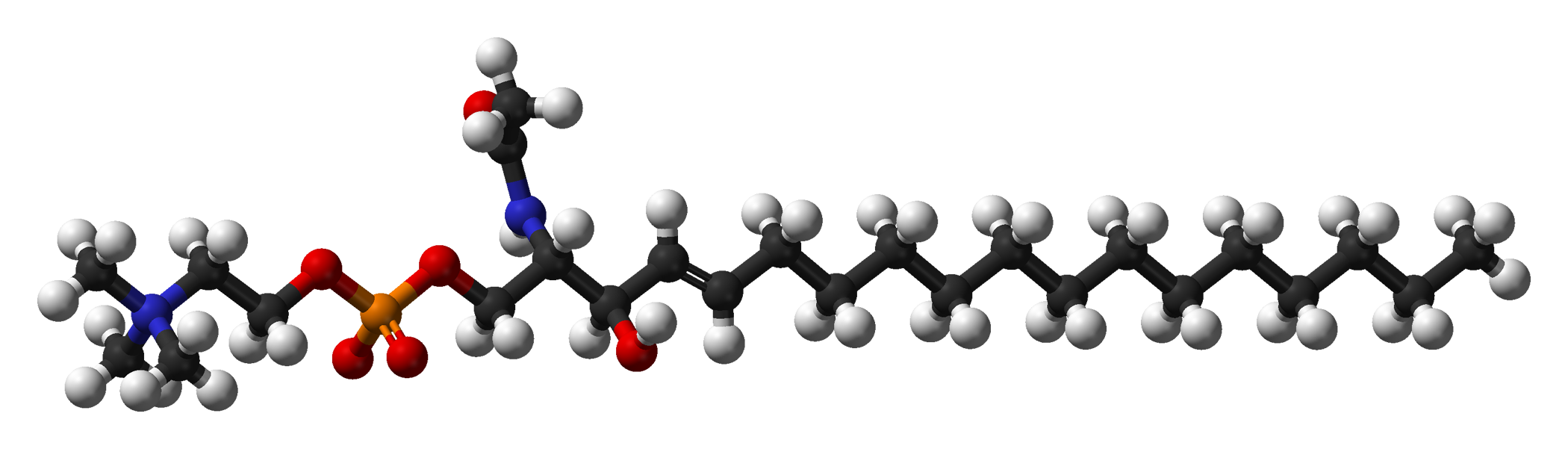
Сфингомиелин

Сфингомиелин — это тип сфинголипида, который находится в клеточной мембране животных. Особенно этим фосфолипидом богата миелиновая оболочка аксонов нервных клеток (отсюда и название).

## Состав
Сфингомиелин представляет собой единственный фосфолипид человека, основа которого не включает глицериновый остаток. Сфингомиелин состоит из сфингозина, соединённого сложноэфирной связью с полярной группой. Полярная группа может быть представлена фосфохолином или фосфоэтаноламином. Ко второму углероду сфингозина за счёт амидной связи присоединена жирная кислота.

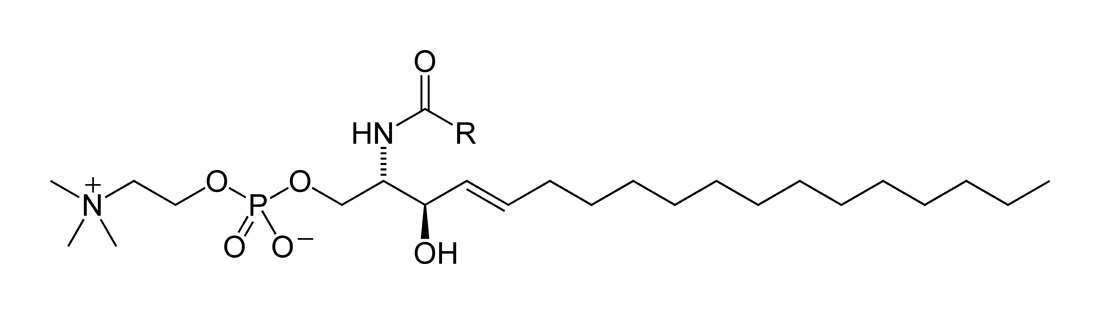
Сфингомиелин
Сфингозин

## Локализация и функция
Сфингомиелин локализуется на внешнем слое липидного бислоя клеточной мембраны и может участвовать в передаче клеточного сигнала.